# Battaglia di Suomussalmi
La battaglia di Suomussalmi fu combattuta dal 30 novembre 1939 all'8 gennaio 1940 tra la Finlandia e l'Unione Sovietica, durante la guerra d'inverno. Essa fa parte di un più vasto scontro articolato nella lotta attorno al villaggio finlandese di Suomussalmi e, dalla fine di dicembre 1939, nella battaglia della strada di Raate. In questa battaglia la 9ª Divisione fanteria finlandese riuscì a isolare, spezzare e distruggere la 163ª Divisione fanteria sovietica, impedendo così che l'Armata Rossa avanzasse nella Finlandia centrale e dividesse in due il paese.

## Contesto strategico
La Germania e l'Unione Sovietica, il 23 agosto 1939, avevano stipulato il patto Molotov-Ribbentrop, che includeva una clausola segreta sulla "spartizione" dell'Europa centro-orientale in zone d'influenza: la Finlandia ricadde nell'orbita sovietica, così come la parte orientale della Polonia, invasa e annessa nel settembre-ottobre 1939. Tuttavia Mosca era sospettosa nei confronti della dirigenza nazista, che si credeva avrebbe prima o poi sferrato un attacco all'URSS, sebbene per allora la Germania avesse rischierato le proprie armate sul fronte occidentale; perciò Iosif Stalin diede inizio a una serie di trattative con la Finlandia, indipendente dall'Impero russo dal 1917. L'idea del dittatore era effettuare uno scambio di territori per bloccare l'accesso al golfo di Finlandia e impedire che il paese finnico potesse divenire una piattaforma d'attacco verso Leningrado.
Le trattative tra i due paesi, fino a quel momento vincolate da un trattato territoriale (1920) e da un patto di non aggressione (1932), iniziarono il 12 ottobre, due giorni dopo l'invio di presidi dell'Armata Rossa in Estonia, Lettonia e Lituania e con l'arrivo a Mosca del plenipotenziario finlandese Juho Kusti Paasikivi: egli si trovò di fronte a una serie di richieste che presentavano un "carattere ultimativo". L'Unione Sovietica proponeva la cessione di 5529 km² nei distretti settentrionali di Repola e Porajärvi contro l'acquisizione di 2761 km², ottenuti dall'arretramento dei confini della Finlandia nell'istmo di Carelia e dalla cessione di isole e distretti (Suursaari, Koivisto, parte occidentale della penisola di Rybačij), nonché dall'affitto trentennale del porto di Hanko e la sua militarizzazione; Stalin, infine, richiese il diritto di ancoraggio per le navi sovietiche nella baia di Lappohja e lo smantellamento della linea Mannerheim in Carelia.
Le trattative durarono esattamente un mese e il 3 novembre, dopo una discussione durata tre ore, la delegazione finlandese respinse definitivamente le condizioni sovietiche; il commissario del popolo per gli affari esteri Vjačeslav Michajlovič Molotov chiuse l'incontro, evocando la soluzione militare e la rottura definitiva dei rapporti diplomatici. I negoziati proseguirono ma il 13 novembre il ministro degli esteri Eljas Erkko ebbe a dichiarare che non ci sarebbe stata alcuna soluzione pacifica se i sovietici non avessero ceduto su qualche punto. Il giorno stesso le relazioni diplomatiche furono interrotte e la Finlandia iniziò la mobilitazione delle sue forze armate. Alle ore 15:45 del 26 novembre sette colpi di cannone, provenienti dal villaggio di Mainila, uccisero alcuni soldati sovietici; la reazione di Mosca fu immediata, con l'invio a Juho Kusti Paasikivi di una nota di protesta, la richiesta di arretramento delle truppe finlandesi sulla frontiera di 25 chilometri e la denuncia del patto di non aggressione del 1932. Helsinki replicò che le cannonate erano di origine sovietica e che la Finlandia era disponibile ad arretrare le sue truppe nella misura richiesta, a condizione che Mosca facesse altrettanto; la proposta finlandese fu respinta e il 29 novembre Mosca notificò la completa interruzione delle relazioni diplomatiche con la Finlandia. Il 30 l'Armata Rossa mosse in forze contro i confini finlandesi, dando avvio alla guerra d'inverno; l'Unione Sovietica, espulsa dalla Società delle Nazioni, s'aspettava una facile e rapida vittoria, ma al contrario cozzò contro l'inaspettata resistenza dell'esercito finlandese, il quale sfruttò a proprio vantaggio il rigido inverno e la conoscenza del territorio.

## La battaglia

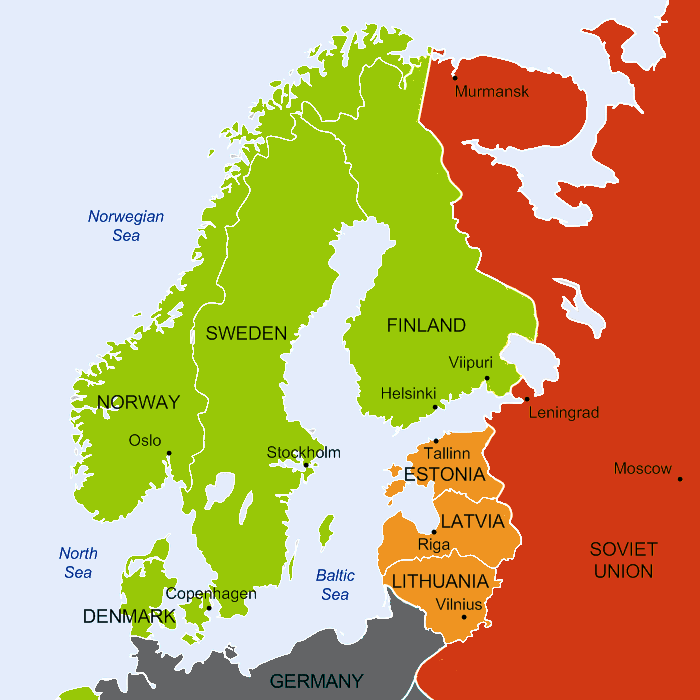
I confini finno-sovietici nel novembre 1939

Uno degli elementi chiave della strategia sovietica nell'attacco alla Finlandia era una rapida azione dalla Carelia sovietica verso il Golfo di Botnia, in modo da tagliare in due la Finlandia per impedire sia l'afflusso di rifornimenti via terra attraverso la frontiera con la Svezia, sia il paventato intervento delle truppe delle potenze occidentali. Alla 9ª Armata del generale Michail Pavlovič Duchanov fu affidato il compito di marciare su Kemi e Oulu, all'estremità settentrionale del Golfo di Botnia, per realizzare questo piano strategico: egli organizzò così due azioni indipendenti. A nord, la 122ª Divisione fanteria doveva raggiungere Kemi marciando verso Rovaniemi, capitale della Lapponia finlandese, lungo la strada che correva attraverso il villaggio di Salla e lo snodo ferroviario di Kemijärvi; più a sud, la forza principale di Duchanov doveva raggiungere Oulu, avanzando verso l'interno della Finlandia su tre colonne. A tale scopo l'81º e il 662º reggimento della 163ª Divisione fanteria (maggior generale Andrej Zelentsov) mossero lungo la strada di Juntusranta mentre un terzo reggimento, il 759°, avanzò verso ovest per la strada di Raate, circa 50 km più a sud della strada di Juntusranta; infine la terza colonna, formata da elementi della 54ª Divisione da montagna di base a Repola, avanzò verso nord-ovest lungo la strada per il villaggio di Kuhmo. Le tre colonne erano separate l'una dall'altra da decine di chilometri di terreno fitto di boschi e laghi, già coperto di neve e impraticabile per i mezzi meccanici. Le diverse formazioni non avevano alcuna possibilità di cooperare fra di loro, potevano muoversi solo in lunghe file seguendo il percorso delle strade, non potevano raggrupparsi per meglio organizzare la difesa o l'attacco, ed erano prive di adeguato equipaggiamento e vestiario per affrontare le rigide temperature dell'inverno a quelle latitudini.

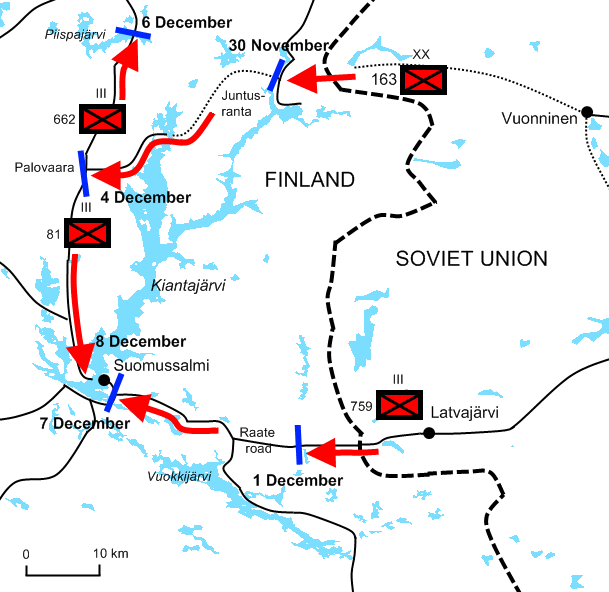
I movimenti sovietici (frecce rosse) e gli sbarramenti finlandesi (linee blu) durante la battaglia: al centro, in basso, è segnalata la strada di Raate, teatro della quasi contemporanea, omonima battaglia

Intanto, sulla strada di Raate, la 44ª Divisione fanteria motorizzata, arruolata in Ucraina, era in attesa di intervenire in supporto dell'avanzata. Raggiunta Palovaara, il 666º e l'81º Reggimento si separarono: quest'ultimo fu dirottato verso sud in direzione di Suomussalmi, il primo fu inviato a nord per sviluppare una manovra di aggiramento ma, bloccato alle strettoie di Piispajärvi dal 16º Battaglione fanteria finlandese, spese due giorni cercando di forzarne le difese; l'arrivo di rinforzi per i finlandesi (6º Battaglione fanteria in bicicletta, 65º Battaglione di fanteria) consentì loro, l'8 dicembre 1939, di passare al contrattacco e respingere i sovietici. Nel frattempo, l'81º e il 759º Reggimento sovietici si erano riuniti e avevano catturato, alla sera del 9 dicembre, il villaggio di Suomussalmi, abbandonato e dato alle fiamme dai finlandesi.
Al 9 dicembre le truppe finlandesi disponibili nell'area di Suomussalmi per contrastare l'offensiva sovietica totalizzavano circa 5000 uomini, al comando del colonnello Hjalmar Siilasvuo: in inferiorità numerica, Siilasvuo decise di separare le due divisioni sovietiche e ingaggiarle separatamente. L'11 i finlandesi occuparono la strada di Raate, stabilendo una posizione difensiva per bloccare l'avanzata della 44ª Divisione, e due giorni dopo attaccarono le posizioni della 163ª Divisione, a Suomussalmi e sulla strada di Juntusranta. I soldati sovietici, tagliati fuori dalle proprie vie di comunicazione, a corto di rifornimenti e ancora nelle uniformi estive, si rifugiarono fra le rovine del villaggio per sfuggire alle basse temperature e organizzare la difesa. Fra il 13 e il 16 dicembre, i finlandesi condussero una nutrita serie di attacchi contro le difese sovietiche ma, a dispetto delle critiche condizioni in cui si trovavano, i sovietici riuscirono a respingerli; Siilasvuo, impensierito dalle pesanti perdite subire, decise di interrompere l'attacco. Il 22 dicembre il generale Duchanov fu sostituito dal generale Vasilij Ivanovič Čujkov che, due giorni dopo, ordinò un contrattacco per spezzare l'accerchiamento, comunque fallito.
Con l'arrivo di nuovi reparti di fanteria e artiglieria, le forze finlandesi furono riorganizzate come 9ª Divisione con una forza di circa 11500 uomini e, il 27 dicembre, Siilasvuo poté lanciare l'attacco decisivo contro la 163ª Divisione, riuscendo a penetrare nelle difese sovietiche. I soldati sovietici furono costretti ad arretrare in una situazione di panico generale e, il giorno dopo, i sopravvissuti si ritirarono in disordine verso la frontiera con la protezione dei carri armati rimasti e la copertura dell'aviazione. Il 662º Reggimento, abbandonato a sé stesso sulla strada di Juntusranta dopo il ritiro del grosso delle forze amiche, subì una pesante sconfitta. Il comandante, colonnello Sharov, e il commissario politico Podhomutov abbandonarono i loro soldati fuggendo verso Juntusranta attraverso la foresta. Arrestati, furono processati e fucilati di fronte ai resti delle loro truppe
Dopo la fine della battaglia a Suomussalmi il colonnello Siilasvuo intraprese una complessa serie di operazioni (compresa la creazione di una strada parallela alle linee sovietiche, attraverso la foresta innevata) per poter trasportare gli equipaggiamenti pesanti necessari a proseguire la battaglia della strada di Raate, ovvero il contrattacco generale contro la 44ª Divisione motorizzata. Essa fu divisa in più parti, che furono battute separatamente. Successivamente Siilasvuo diresse le sue forze verso sud, dove la 54ª Divisione da montagna, sebbene allungata lungo la strada di Kuhmo, si era preparata alla difesa trincerandosi nel terreno. Il 28 gennaio 1940 i finlandesi attaccarono bloccando la via della ritirata ai sovietici e frazionando la divisione in tre tronconi; tuttavia, questa volta, Siilasvuo non riuscì a ripetere il successo di Suomussalmi e i sovietici, grazie anche ai rifornimenti aerei, riuscirono a resistere agli attacchi finlandesi fino alla fine della guerra.

## Conseguenze

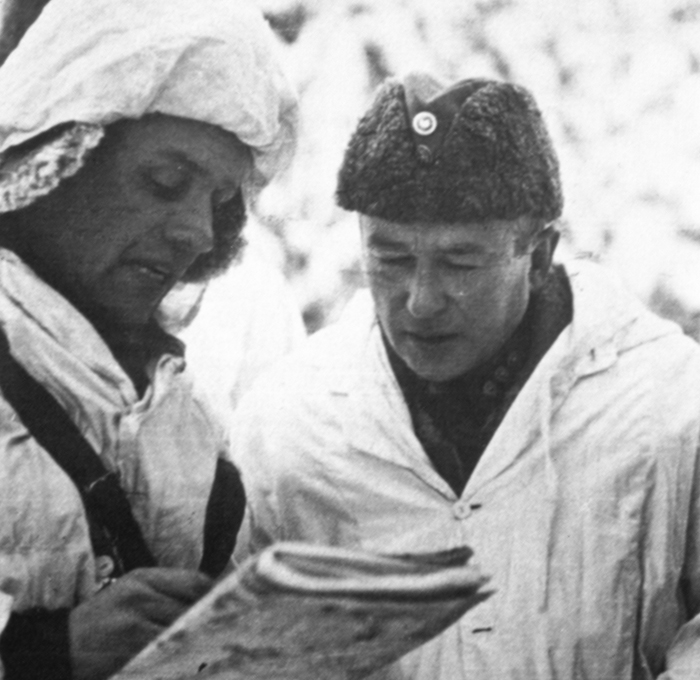
Il colonnello Siilasvuo riceve un rapporto durante la battaglia di Suomussalmi

Le perdite finlandesi nella duplice battaglia ammontarono, secondo i dati ufficiali finnici, a 900 morti e 1770 feriti. I dati relativi al numero delle vittime sovietiche divergono a seconda della fonte: in quelle finlandesi si varia fra 13000 e 27500 morti. I rapporti dell'Armata Rossa, stilati dopo la guerra, forniscono informazioni precise solo per la 44ª Divisione. Questi dati danno le perdite sovietiche al 7 gennaio 1940 a 1001 morti, 1430 feriti, 2243 dispersi e 82 morti per congelamento. Le perdite totali delle due divisioni, a Suomussalmi e sulla strada di Raate, dovrebbero essere state di circa 8500 morti, 5000 dispersi e 32500 feriti.
La vittoria a Suomussalmi e quella sulla strada di Raate, con la distruzione della 44ª Divisione, un reparto di élite dell'Armata Rossa, ebbe grande importanza per la Finlandia e conobbe notevole risalto internazionale: risollevò il morale dell'esercito, rafforzò il fronte interno e pose fine a ogni ulteriore tentativo sovietico di penetrare nella Finlandia settentrionale. La notizia della vittoria finlandese divenne il titolo di prima pagina dei maggiori quotidiani mondiali; le foto della strada di Raate, con le lunghe file dei veicoli sovietici distrutti o abbandonati, la marcia dei prigionieri e i corpi dei soldati russi abbandonati nella neve, fecero il giro del mondo diventando il simbolo della guerra e della disfatta sovietica, e inflissero un duro colpo all'immagine e alla reputazione dell'Armata Rossa.
La vittoria di Suomussalmi, insieme a quella di Tolvajärvi, portò l'opinione pubblica finlandese a credere alla possibilità che la Finlandia potesse vincere la guerra. Alcuni giornali finlandesi si spinsero a prevedere che le sconfitte subite dall'Armata Rossa sul fronte settentrionale avrebbero portato al crollo dell'Unione Sovietica. Dal punto di vista strategico, tuttavia, la vittoria riportata dai finlandesi ebbe effetti poco importanti sull'andamento generale della guerra. Infatti, anche se aveva portato alla distruzione di due divisioni di fanteria avversarie e aveva allontanato la minaccia sovietica dalla Finlandia settentrionale, aveva nel contempo costretto il maresciallo Carl Gustaf Emil Mannerheim, comandante supremo delle forze armate finlandesi, a spostare a nord quasi tutte le sue riserve, indebolendo così le posizioni finniche sul fronte strategicamente molto più importante dell'istmo careliano. Il capo della delegazione finlandese nei negoziati con l'Unione Sovietica, Juho Kusti Paasikivi, riassunse così i risultati conseguiti dall'esercito finlandese nel nord del paese: